# Acción de oro
La acción de oro es una acción nominal que permite a su poseedor vencer a todas las demás acciones y accionistas en una votación bajo ciertas circunstancias. Su poseedor suele ser una organización gubernamental, un Gobierno o un Estado. Este tipo de títulos financieros son habituales en compañías públicas que están siendo o fueron sometidas a un proceso de privatización y transformación en una compañía cotizada. Aunque no solamente se utiliza en estos casos, puede suceder que en la constitución de una empresa entre particulares surja esta acción de oro, como medio de garantía o seguridad en la inversión de uno de los socios o, beneficios otorgados por un tercero. Este último puede ser el caso de un banco que presta una cierta suma de dinero, pero el deudor no puede por determinadas razones, (excusables para su momento) cumplir con el pago, en este caso se le otorga una acción dorada al banco para que este pueda proteger  sus intereses. 

## Historia
El término apareció en los años 1980 cuando el Gobierno Británico mantuvo acciones de oro en diferentes empresas privatizadas, táctica seguida en la privatización de diferentes empresas posteriormente en diferentes países de Europa.
Más adelante fue introducida en Rusia (en ruso: Zolotaya Aktsiya, "Золотая Акция") en noviembre de 1992.